# ديفوسية زعفرانية اللون
ديفوسية زعفرانية اللون (الاسم العلمي: Devosia crocina) هي نوع من البكتيريا الهوائية، سلبية الغرام، تتبع جنس الديفوسية.